# INOUI
INOUI（インウイ）は、資生堂が発売する化粧品ブランドである。

## 概要
1999年以来、インウイとしての新色や新商品は一切発表されていないため、常に全商品を置いている店は稀である。2002年には事実上の後継ブランドであるINOUI IDが登場し、一時はインウイは完全にINOUI IDに移行するとも言われたが、元祖インウイに先立ち2007年3月に撤退した。
また、現行のインウイ(3代目)の顔とも言えるジ・アイズやザ・リップスが製造完了したことにより、商品が大幅に減少した。
現在は、マスカラ・アイライナー・アイブロー・ハイライト・コンシーラーといったファンの多い商品のみのラインナップとなっている。
その後、2023年9月21日に、化粧品専門店エクスクルーシブブランドとして復活した。

## クリエイター・パッケージカラーの歴史
- 1976年に日本・アメリカ・イタリアの資生堂スタッフが共同で研究し誕生。
超薄型コンパクトのおしろい（エクストラファインコンパクト）やアイシャドー、スリムタイプの口紅（リップシェイディング）製品を輩出。初代パッケージカラーは、マホガニー（赤い木目調）で大文字のINOUI
- セルジュ・ルタンス（年代不明） パッケージカラーはそのままに、クリエイターにルタンスを起用。芸術のようなCMで話題となる。
イメージテーマはバロック。商品名の最後にアレンジメントと付く製品が多い（例：アイカラーアレンジメント、ファンデーションアレンジメント）。
- ケヴィン・オークイン（年代不明）2代目パッケージカラーは、白と灰で小文字の入ったInouI
ユマ・サーマンのCMで話題になる。コンパクト製品は揺らぎのある四角形が特徴。
- ディック・ページ（年代不明）3代目パッケージカラーは、真紅で小文字の入ったInouI
商品名がザ・○○(The 母音の場合はジ・○○)となっているのが特徴である（例：ザ・マスカラ、ジ・アイズ）。
現在でも製造・販売されているのは、このシリーズである。

## 商品の色番号一覧

### 現行色
- ザ・マスカラ
BK999
- ザ・ブローライナー
BR655
- ジ・アイライナー
GY855

### 廃盤色・廃盤品
- ジ・アイズ
BR155/BR375/BR175/BR755/PK175/RS275/RD500/GY925/OR777/WT900
- ジ・アイズII
BL333/BL699/GR222/GR716/GR787/GY911/GY990/RD311/BR344/BR644/OR733/VI766/RS736
- ジ・アイズコレクション
1（ブラウン系）/2（ブルー/グリーン/レッド/イエロー/ブラウン）
- ザ・リップス
BR312/BR375/BR575/BR600/BR702/OR502/RD327/RD329/RD629/RD652/RD677/RD692/RD699/RD775/PK110/RS499/RS677/WT900/YE330
- ザ・リップスN
RD643/RD714/RD743
- ザ・リップス（クリアマット）
BR404/BR503/OR505/PK308/RD405/RD608/RD703/RS707
- ザ・リップス（マット）
BR372/RD477/RD499/RD611/RD633
- ザ・リップス（シマーグロス）
BR668/RD368
- ザ・リップス（ピュアエンリッチ）
OR477/RD669/RD779/RS577
- ザ・リップス コレクション
1(ベージュ系)/2(レッド系)
- ザ・リップグロス
BR676/OR566/RS436/CL(透明)
- ザ・パウダー
- ザ・チークス
RD330(赤/ベージュ)/OR355(ピンク/オレンジ)
- スチックファウンデイション
248/249/250/448
- ブロウライナー
526(ブラウン系)/716(グレー系)